# Contea di White Pine
La contea di White Pine, in inglese White Pine County, è una contea dello Stato del Nevada, negli Stati Uniti. La popolazione al censimento del 2000 era di 9 542 abitanti. Il capoluogo di contea è Ely.

## Geografia fisica
La contea si trova nella parte orientale del Nevada. L'U.S. Census Bureau certifica che l'estensione della contea è di 23043 km², di cui 22989 km² composti da terra e i rimanenti 54 km² composti di acqua.
Nella contea si trova il parco nazionale del Great Basin. Inoltre, c'è la Riserva Ely Shoshone.

### Contee confinanti
- Contea di Elko - nord
- Contea di Eureka - ovest
- Contea di Nye - sud-ovest
- Contea di Lincoln - sud
- Contea di Millard (Utah) - est
- Contea di Juab (Utah) - est
- Contea di Tooele (Utah) - nord-est

## Storia
La contea fu istituita nel 1869 da parti della contea di Lander e deve il suo nome al pinus flexilis, chiamato proprio white pine (pino bianco).

## Geografia antropica

### Città
- Ely

### Census-designated place
- Baker
- Lund
- McGill
- Preston
- Ruth

### Comunità non incorporata
- Cherry Creek
- Crosstimbers
- East Ely
- Lages Station
- Majors Place
- Reipetown
- Schellbourne
- Strawberry